# Centaurea micrantha
Centaurea micrantha là một loài thực vật có hoa trong họ Cúc. Loài này được Hoffmanns. & Link mô tả khoa học đầu tiên.